# Austro-Grade Automobilfabrik
Die Austro-Grade Automobilfabrik AG war ein Hersteller von Automobilen aus Österreich.

## Unternehmensgeschichte

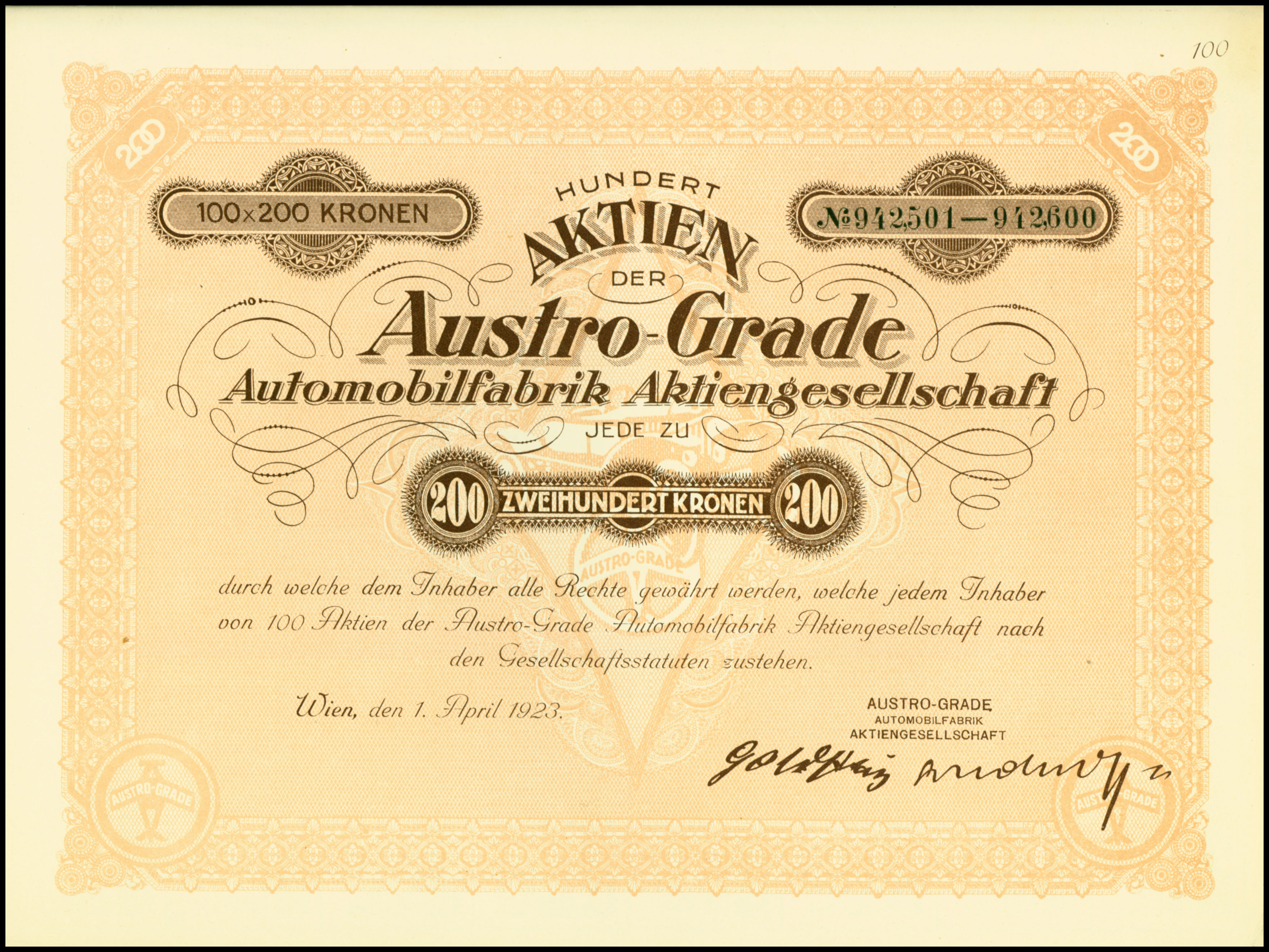
Sammelaktie über 100 × 200 Kronen der Austro-Grade Automobilfabrik AG vom 1. April 1923

Das Unternehmen wurde am 30. März 1923 in Klosterneuburg als weiteres Werk der Grade-Automobil-Werke gegründet. Die Produktion von Automobilen begann. Der Markenname lautete Austro-Grade. Am 13. August 1926 ging das Unternehmen in Liquidation.

## Fahrzeuge
Die Fahrzeuge entsprachen weitgehend den Modellen des deutschen Hauptwerkes. Es waren Kleinwagen. Für den Antrieb sorgte ein luftgekühlter Zweizylinder-Zweitaktmotor mit 808 cm³ Hubraum und 16 PS Leistung. Die Motorleistung wurde mittels eines Reibradgetriebes an die Antriebsachse übertragen. Das Fahrzeug kam ohne separates Fahrgestell aus. Die zweisitzige Karosserie war selbsttragend ausgelegt. Im Gegensatz zum deutschen Grade verfügte der Austro-Grade über eine Schneckenlenkung.